# هوی زیچنگ
هوی زیچنگ (惠 子程؛ زادهٔ ۲ ژوئن ۱۹۸۹) تیرانداز اهل چین است.
وی در مسابقات کشوری و بین‌المللی در مجموع برندهٔ ۱ مدال طلا، ۱ مدال نقره شده‌است.